# Décès en 862
Décès
- 858
- 859
- 860
- 861
- 862
- 863
- 864
- 865
- 866

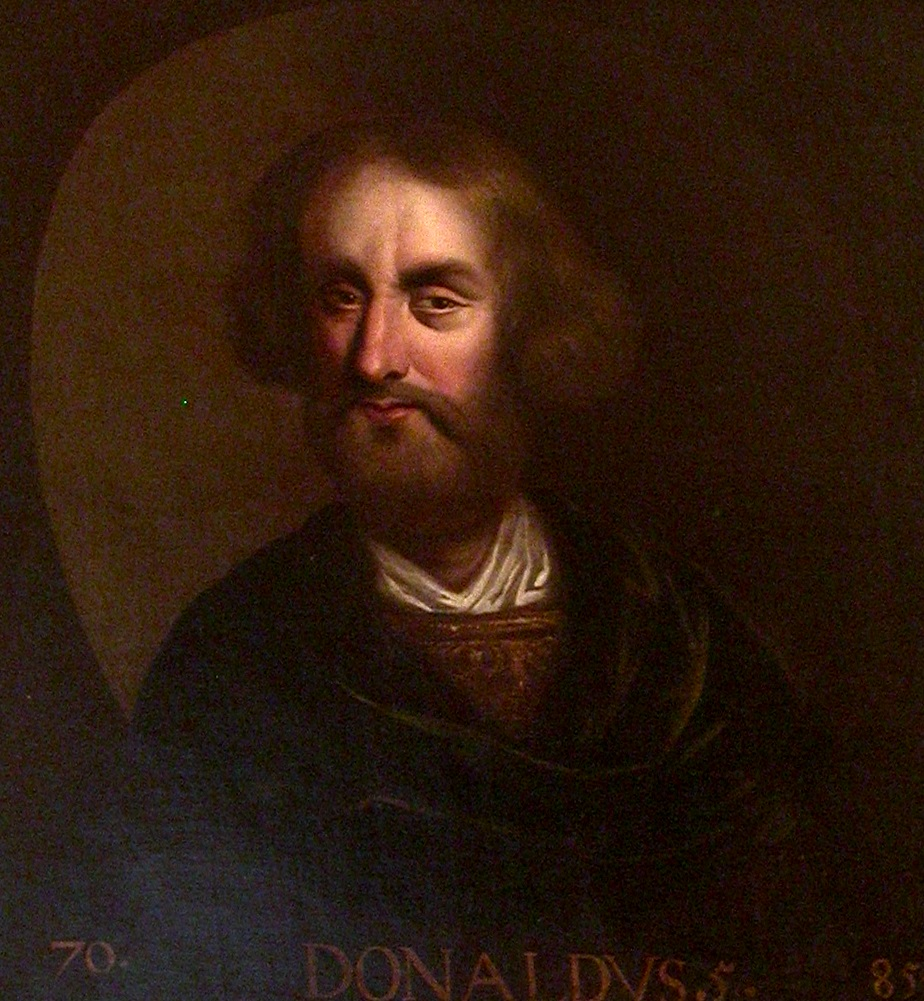
Donald Ier mort en 862. (portrait imaginaire)

Cette page dresse une liste de personnalités mortes au cours de l'année 862 :
- 13 avril : Donald Ier, roi d'Écosse de 858 à 862[1].
- 6 juin : Al-Muntasir, calife[2].
- 30 novembre: Mael Seachnaill Ier mac Mael Ruanaid, également appelé Malachy Ier ou  dans le traditions populaires  roi Melaghlin, Ard ri Érenn d'Irlande.

- Al-Muntasir, calife abbasside.
- Bugha al-Kabir, général turc qui a servi les califes abbassides Al-Wathiq et Al-Mutawakkil[3].
- Pando de Capoue, prince qui fut comte de Capoue.
- Smbat VIII Bagratouni, prince arménien de la famille des Bagratides, sparapet d'Arménie.
- Tahir II, quatrième gouverneur Thâhiride du Khorasan au service des califes abbassides.

## Crédit d'auteurs
- Cet article est partiellement ou en totalité issu de l'article intitulé « 862 » (voir la liste des auteurs).